# Словачка пошта
Словачка пошта а. д. (слч. Slovenská pošta a. s.) је поштански оператер Словачке. Има 1.566 филијала широм земље. Од 1996. седиште Словачке поште је у Банској Бистрици. У 100% је власништву Републике Словачке.